# BSNビッグナイター
BSNビッグナイター（ビーエスエヌビッグナイター）は、新潟県新潟市を本社を置く新潟放送（BSNラジオ）にて、ナイターシーズン中に放送されるプロ野球中継専門の番組である。

## 放送時間とネットワーク
2024年以降
2024年のプロ野球ナイターシーズンから当局は他局（ニッポン放送など）および番組制作会社か制作する通常番組や自社制作番組を優先することとしたため、実質19時からの2時間番組となった。
- 放送時間　
  - 2024年・2025年（水～金）18:59 - 21:00 放送時間延長なし[1]
  - ネットワーク　　水-金曜 - NRNナイター（幹事局：ニッポン放送）　（レインコート番組：ナイタースペシャル、サウンドコレクションなどを放送[2]）

2018年～2023年までの対応
- 放送時間
  - 2018年（水～金）18:31 - 21:00
  - 2019年～2021年（水～金）18:45 - 21:00
  - 2022年（水～金）18:30 - 21:00
  - 2023年（水・木）18:00 - 21:00、（金曜日のみ）18:30 - 21:00[3]　。
  - いずれの年も最大延長 21：55まで[4]
- ネットワーク　　水-金曜 - NRNナイター（幹事局：ニッポン放送）　（レインコート番組：ナイタースペシャル、サウンドコレクションなどを放送[5]）

臨時中継　火曜 - TBSラジオ（裏送り制作）、土曜 -NRNナイター（幹事局：文化放送）
- 2009年までは日曜、2011年までは土曜の放送もあり、2009年まで土・日がJRNネット（幹事局：TBSラジオ）、2010・2011年の土曜はNRNネット（幹事局：文化放送）であった。2012年以降もHARD OFF ECOスタジアム新潟開催（以下、新潟開催）の絡みで臨時に土曜ナイターを中継する場合はNRN-文化放送ネットを使用している[7]。また2017年までは火曜日のJRNネット中継[8]も放送されていたが、TBSラジオが2017年限りでプロ野球中継の放送枠から撤退したため、当局でも同年をもって火曜日のレギュラー中継も廃止。
- BSNでは、2018年4月から2023年9月までの火曜日に、『アフター6ジャンクション』（TBSラジオ制作の生放送番組）の同時ネットを通年で実施。この期間中も、新潟県内の球場で火曜日に横浜DeNAベイスターズ主催の一軍公式戦がナイトゲームとして組まれていた場合には、TBSラジオからの裏送り方式で当該試合の中継を放送していた[9][10] [11]。『アフター6ジャンクション』は2023年10月から『アフター6ジャンクション2』へ改題するとともに、放送時間を当番組と重ならない時間帯（22時以降）へ変更したうえで関東ローカル放送へ移行。BSNでは2023年10月から『荻上チキ・Session』のネットを開始[12]している。なお2024年6月25日（火曜日）に新潟で行われた「DeNA × 巨人」（NRN本番カードとして設定されていた）は中継せず、『Session』を通常どおりネットした。その後2025年4月1日より、TBSラジオの改編に伴い『アフター6ジャンクション2』の同時ネットを20時台限定で開始している。
- 新潟で横浜DeNAベイスターズ主催の公式戦（ナイター）が開催され、当局でも中継がある日は18:00放送開始。[13][14]この場合、2019年以降において土曜日も放送（かつ、新潟開催のDeNA主催試合を中継）の場合は文化放送制作の中継が裏送りで実施されることになっていた。[15]一方、レギュラー放送となる水～金曜日における新潟開催のDeNA戦については全国放送の有無に関係なくニッポン放送制作の中継を放送するが、「DeNA × 巨人」[16]や対DeNAを含む巨人主催の対戦カードになった場合はニッポン放送ショウアップナイターおよびNRNナイター（平日）の本番カードとして全国ネットで放送されることが多い。[17][18]
  - 2021年8月14日（土曜）の「DeNA×ヤクルト」は、文化放送がNRN予備扱いで裏送り制作するもの（解説：松沼博久、実況：高橋将市）を放送する予定だったが[19]、雨天のため試合が中止となった。このため、当該時間帯にはNRN本番である「阪神×広島」（京セラドーム大阪・ABCラジオ制作）[20]をネットした。一方、翌15日（日曜）は編成上の都合で放送しないが、文化放送では名目上の予備カードとして報道用の素材収録を行った（解説：松沼博久、実況：土井悠平）[21]。
- 通常のナイター中継において放送時間延長があった場合、21:50までに中継が終了した場合は中継終了後に「ミュージックブルペン」を時間短縮バージョンで21:55まで放送。実際に中継されている試合が21:50までに放送終了しなければミュージックブルペンは放送中止となり、新潟開催などの例外を除き21:55からは通常の番組編成に復帰していた。[22]

### 制作担当局(2016・2017年)
| 地域（球団）／曜日         | 火        | 水  | 木  | 金  |     |
| 基本系列                   | JRN       | NRN | NRN | NRN | NRN |
| 北海道（日）               | HBC       | STV | STV | STV |     |
| 宮城（楽）                 | TBC       | TBC | TBC | TBC |     |
| 関東（巨・ヤ・横・西・ロ） | TBS（RF） | LF  | LF  | LF  |     |
| 東海（中）                 | CBC       | SF  | SF  | SF  |     |
| 近畿（神・オ）             | ABC       | MBS | MBS | ABC |     |
| 広島（広）                 | RCC       | RCC | RCC | RCC |     |
| 福岡（ソ）                 | RKB       | KBC | KBC | KBC |     |
| -------------------------- | --------- | --- | --- | --- | --- |

なお、2016年・2017年に放送した日本シリーズ中継については、2009年までのネットに準ずる。
- 日本シリーズはNHKラジオ第1放送が中継を行っているため、2000年代中頃から中継を行わない方針を採っていた。2016年の日本シリーズについては久々に中継することになった。2017年はプロ野球新潟開催においてBSNと深い関わりがあるとされる横浜DeNAが日本シリーズ進出を果たしたこともあり、第1・3・4・5・6戦を放送した。[25]

## サッカー中継
- Jリーグのアルビレックス新潟がかつてJ1リーグに在籍していた頃は、ビッグナイター枠で水曜日にアルビレックスのホームゲーム中継に差し替えられる場合があった。しかし、2017年[26]を最後に同枠でのJリーグサッカー中継からは撤退していた。その後アルビレックス新潟が2022年にJ2優勝＆J1復帰を果たしたことを受け、2023年から「BSNラジオ ALBI LIVE」（アルビ ライヴ）という番組名で、ビッグナイター枠[27]でのJリーグサッカー中継が復活した。

なお、2020年6月末で閉局したFM PORTでもアルビレックス新潟戦中継を行っていた。